# Gardenia forsteniana
Gardenia forsteniana är en måreväxtart som beskrevs av Friedrich Anton Wilhelm Miquel. Gardenia forsteniana ingår i släktet Gardenia och familjen måreväxter. Inga underarter finns listade i Catalogue of Life.